# Buluthan Bulut
Buluthan Bulut (* 21. Juli 2002 im Bursa) ist ein türkischer Fußballspieler, der seit 2020 beim Alanyaspor unter Vertrag steht und derzeit von Alanya Kestelspor ausgeliehen ist.

## Karriere

### Verein
Bulut spielte im Jugendverein von Bağlarbaşıspor. Danach wechselte er 2013 zu Altınordu Izmir. Von 2016 bis 3018 war er für Göztepe Izmir aktiv. 2020 unterschrieb er seinen Profivertrag bei Alanyaspor. Für die Saison 2020/21 wechselte Bulut auf Leihbasis zu Alanya Kestelspor. Sein Profidebüt für Alanyaspor gab er am 21. August 2021 bei einer 1:4-Niederlage gegen Altay Izmir.

### Nationalmannschaft
2020 spielte er für die Türkei U18. Er absolvierte 4 Länderspiele.